# Augusta (Arkansas)
Augusta è una località degli Stati Uniti d'America, capoluogo della contea di Woodruff, nello Stato dell'Arkansas.